# Dannenhauer & Stauss

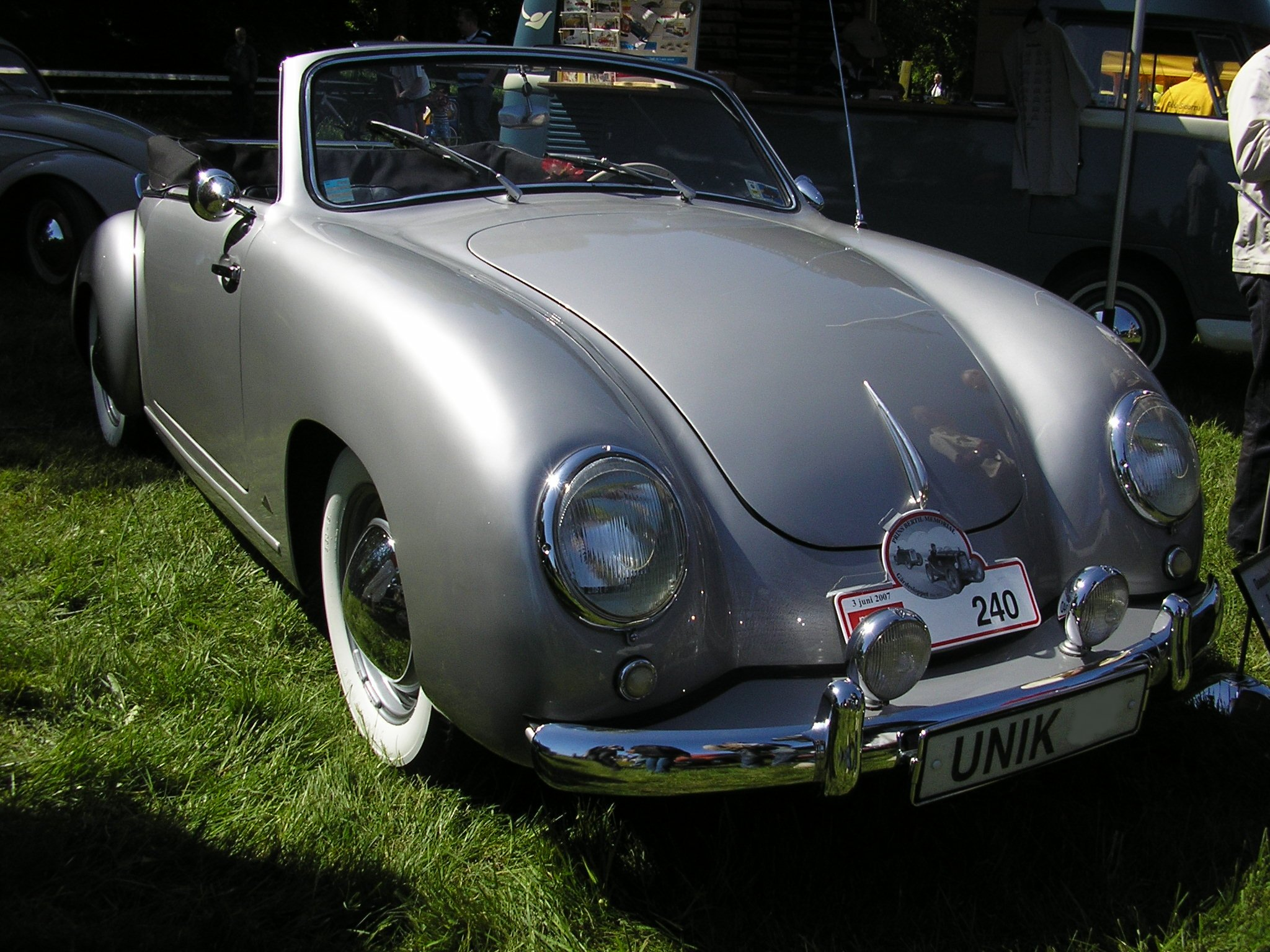
Dannenhauer & Stauss 1953.

Dannenhauer & Stauss var en tysk karossmakare med verksamhet i Stuttgart.
Dannenhauer & Stauss byggde karosser till flera tillverkare, bland annat DKW, men är mest känd för sin sportbil baserad på Volkswagen Typ 1. Modellen byggdes i cirka 100 exemplar under första halvan av 1950-talet. Den hantverksmässiga tillverkningen gjorde bilen dyr och när Volkswagen introducerade sin egen Karmann Ghia konkurrerade den snabbt ut Dannenhauer & Stauss.
Firma Dannenhauer & Stauss övergick istället till att ägna sig åt reparationer.